# Чемпионат мира по лыжным видам спорта 1970
Чемпионат мира по лыжным видам спорта 1970 года проводился с 14 по  22 февраля 1970 года в г. Високе-Татри (Чехословакия). Ранее здесь проводился чемпионат 1935 года. Это был первый чемпионат с которого велись цветные телетрансляции.
Впервые результаты фиксировались с точностью до сотых долей секунды.

## Лыжные гонки, мужчины

### 15 км
17 февраля 1970
| Медаль  | Спортсмен         | Время    |
| ------- | ----------------- | -------- |
| Золото  | Ларс-Йёран Ослунд | 47:04.71 |
| Серебро | Одд Мартинсен     | 47:38.19 |
| Бронза  | Фёдор Симашев     | 47:49.00 |

### 30 км
16 февраля 1970
| Медаль  | Спортсмен        | Время      |
| ------- | ---------------- | ---------- |
| Золото  | Вячеслав Веденин | 1:39:48.01 |
| Серебро | Герхард Гриммер  | 1:40:25.58 |
| Бронза  | Одд Мартинсен    | 1:41:04.42 |

### 50 км
20 февраля 1970
| Медаль  | Спортсмен         | Время      |
| ------- | ----------------- | ---------- |
| Золото  | Калеви Ойкарайнен | 2:49:34.70 |
| Серебро | Вячеслав Веденин  | 2:50:04.82 |
| Бронза  | Герхард Гриммер   | 2:50:12.88 |

### эстафета 4 × 10 км
22 февраля 1970
| Медаль  | Команда                                                               | Время      |
| ------- | --------------------------------------------------------------------- | ---------- |
| Золото  | Владимир Воронков, Валерий Тараканов, Фёдор Симашев, Вячеслав Веденин | 2:06:36.47 |
| Серебро | Герд Хесслер, Аксель Лессер, Герхард Гриммер, Герт-Дитмар Клаузе      | 2:06:50.59 |
| Бронза  | Ове Лестандер, Ян Хальварссон, Ингвар Сандстрём, Ларс-Йёран Ослунд    | 2:06:56.80 |

## Лыжные гонки, женщины

### 5 км
17 февраля 1970
| Медаль  | Спортсмен        | Время    |
| ------- | ---------------- | -------- |
| Золото  | Галина Кулакова  | 18:07.89 |
| Серебро | Галина Пилюшенко | 18:27.91 |
| Бронза  | Нина Фёдорова    | 18:28.51 |

### 10 км
16 февраля 1970
| Медаль  | Спортсмен         | Время    |
| ------- | ----------------- | -------- |
| Золото  | Алевтина Олюнина  | 36:19.00 |
| Серебро | Марьятта Кайосмаа | 36:40.05 |
| Бронза  | Галина Кулакова   | 37:06.04 |

### эстафета 3 × 5 км
22 февраля 1970
| Медаль  | Команда                                          | Время    |
| ------- | ------------------------------------------------ | -------- |
| Золото  | Нина Фёдорова, Галина Кулакова, Алевтина Олюнина | 54:32.18 |
| Серебро | Габриэль Хаупт, Ренате Фишер, Анна Унгер         | 55:09.65 |
| Бронза  | Сенья Пусула, Хелена Такало, Марьятта Кайосмаа   | 55:33.76 |

## Лыжное двоеборье
14 февраля 1970
| Медаль  | Спортсмен         | Очки |
| Золото  | Ладислав Рыгл     |      |
| Серебро | Николай Ноговицын |      |
| Бронза  | Вячеслав Дрягин   |      |

## Прыжки с трамплина

### Средний трамплин
14 февраля 1970
| Медаль  | Спортсмен      | Очки  |
| ------- | -------------- | ----- |
| Золото  | Гарий Напалков | 240.6 |
| Серебро | Юкио Касая     | 237.7 |
| Бронза  | Ларс Грини     | 234.6 |

### Большой трамплин
21 февраля 1970
| Медаль  | Спортсмен                   | Очки  |
| ------- | --------------------------- | ----- |
| Золото  | Гарий Напалков              | 226.0 |
| Серебро | Иржи Рашка                  | 212.3 |
| Бронза  | Станислав Гонсеница-Даниэль | 211.8 |

## Медальный  зачёт
| Место | Страна       | Золото | Серебро | Бронза | Всего |
| ----- | ------------ | ------ | ------- | ------ | ----- |
| 1     | СССР         | 7      | 3       | 4      | 14    |
| 2     | Финляндия    | 1      | 1       | 1      | 3     |
| 3     | Чехословакия | 1      | 1       | 0      | 2     |
| 4     | Швеция       | 1      | 0       | 1      | 2     |
| 5     | ГДР          | 0      | 3       | 1      | 4     |
| 6     | Норвегия     | 0      | 1       | 2      | 3     |
| 7     | Япония       | 0      | 1       | 0      | 1     |
| 8     | Польша       | 0      | 0       | 1      | 1     |